# Secrétaire au Trésor des États-Unis
Le secrétaire au Trésor des États-Unis (en anglais : United States Secretary of the Treasury) dirige le département du Trésor des États-Unis, il est membre du cabinet du président des États-Unis. C'est le ministre des Finances américain.
Il est le principal conseiller du président des États-Unis sur toutes les questions relatives à la politique économique et budgétaire. Il est membre de droit du Conseil de sécurité nationale. Il est nommé par le président des États-Unis et, après une audience de confirmation devant le Comité sénatorial des finances, est confirmé par le Sénat des États-Unis.

## Fonctions et pouvoirs
Le secrétaire est chargé de formuler et de recommander des politiques financières, économiques et fiscales nationales et internationales, de participer à la formulation de politiques budgétaires générales d’importance générale pour l’économie et de gérer la dette publique. Le Secrétaire supervise les activités du Département dans l’exercice de ses principales responsabilités en matière d’application de la loi; en tant qu’agent financier du gouvernement des États-Unis; et dans la fabrication de pièces et de monnaie. Le directeur financier du gouvernement, le secrétaire est président pro tempore du Conseil de politique économique du président, président des conseils d’administration et administrateur délégué des fonds fiduciaires de la sécurité sociale et de l’assurance-maladie.
Le secrétaire et le trésorier des États-Unis doivent signer les billets de la Réserve fédérale avant qu’ils puissent avoir cours légal. Le secrétaire gère également le Fonds de stabilisation économique d’urgence des États-Unis.

## Fonctions internationales
Il siège au conseil d'administration du Fonds monétaire international, de la Banque mondiale, de la Banque asiatique de développement, de la Banque africaine de développement, de la Banque européenne pour la reconstruction et le développement et de la Banque interaméricaine de développement.

## Historique
D'abord surintendant des Finances des États-Unis pour le Congrès continental, Robert Morris refuse le poste de secrétaire au Trésor des États-Unis que George Washington lui propose : le premier secrétaire au Trésor est donc Alexander Hamilton. De 1784 à 1789, les finances du jeune État sont supervisées par un conseil du Trésor composé de trois membres.
Au nombre des secrétaires les plus célèbres, on peut citer Alexander Hamilton, dont l'effigie figure sur les billets de 10 dollars, et l'industriel Andrew Mellon.
Les plus longs mandats sont ceux d'Albert Gallatin (1801-1814) et de Henry Morgenthau (1934-1945).
Le secrétaire au Trésor figure au cinquième rang dans l'ordre de succession présidentielle.

### Liste des secrétaires au Trésor
| Ordre | Portrait            | Nom                     | État de résidence | Mandat            | Mandat            | Membre du cabinet du/des président(s) |
| ----- | ------------------- | ----------------------- | ----------------- | ----------------- | ----------------- | ------------------------------------- |
| 1     |                     | Alexander Hamilton      | New York          | 11 septembre 1789 | 31 janvier 1795   | George Washington                     |
| 2     |                     | Oliver Wolcott, Jr.     | Connecticut       | 3 février 1795    | 31 décembre 1800  | George Washington                     |
| 2     | John Adams          | Oliver Wolcott, Jr.     | Connecticut       | 3 février 1795    | 31 décembre 1800  |                                       |
| 3     |                     | Samuel Dexter           | Massachusetts     | 1er janvier 1801  | 13 mai 1801       |                                       |
| 3     | Thomas Jefferson    | Samuel Dexter           | Massachusetts     | 1er janvier 1801  | 13 mai 1801       |                                       |
| 4     |                     | Albert Gallatin         | Pennsylvanie      | 14 mai 1801       | 8 février 1814    |                                       |
| 4     | James Madison       | Albert Gallatin         | Pennsylvanie      | 14 mai 1801       | 8 février 1814    |                                       |
| 5     |                     | George W. Campbell      | Tennessee         | 9 février 1814    | 5 octobre 1814    |                                       |
| 6     |                     | Alexander J. Dallas     | Pennsylvanie      | 6 octobre 1814    | 21 octobre 1816   |                                       |
| 7     |                     | William Harris Crawford | Géorgie           | 22 octobre 1816   | 6 mars 1825       |                                       |
| 7     | James Monroe        | William Harris Crawford | Géorgie           | 22 octobre 1816   | 6 mars 1825       |                                       |
| 8     |                     | Richard Rush            | Pennsylvanie      | 7 mars 1825       | 5 mars 1829       | John Quincy Adams                     |
| 9     |                     | Samuel D. Ingham        | Pennsylvanie      | 6 mars 1829       | 20 juin 1831      | Andrew Jackson                        |
| 10    |                     | Louis McLane            | Delaware          | 8 août 1831       | 28 mai 1833       | Andrew Jackson                        |
| 11    |                     | William John Duane      | Pennsylvanie      | 29 mai 1833       | 22 septembre 1833 | Andrew Jackson                        |
| 12    |                     | Roger Brooke Taney      | Maryland          | 23 septembre 1833 | 25 juin 1834      | Andrew Jackson                        |
| 13    |                     | Levi Woodbury           | New Hampshire     | 1er juillet 1834  | 3 mars 1841       | Andrew Jackson                        |
| 13    | Martin Van Buren    | Levi Woodbury           | New Hampshire     | 1er juillet 1834  | 3 mars 1841       |                                       |
| 14    |                     | Thomas Ewing            | Ohio              | 4 mars 1841       | 11 septembre 1841 | William Henry Harrison                |
| 14    | John Tyler          | Thomas Ewing            | Ohio              | 4 mars 1841       | 11 septembre 1841 |                                       |
| 15    |                     | Walter Forward          | Pennsylvanie      | 13 septembre 1841 | 1er mars 1843     |                                       |
| 16    |                     | John Canfield Spencer   | New York          | 8 mars 1843       | 2 mai 1844        |                                       |
| 17    |                     | George M. Bibb          | Kentucky          | 4 juillet 1844    | 7 mars 1845       |                                       |
| 18    |                     | Robert J. Walker        | Mississippi       | 8 mars 1845       | 5 mars 1849       | James K. Polk                         |
| 19    |                     | William M. Meredith     | Pennsylvanie      | 8 mars 1849       | 22 juillet 1850   | Zachary Taylor                        |
| 20    |                     | Thomas Corwin           | Ohio              | 23 juillet 1850   | 6 mars 1853       | Millard Fillmore                      |
| 21    |                     | James Guthrie           | Kentucky          | 7 mars 1853       | 6 mars 1857       | Franklin Pierce                       |
| 22    |                     | Howell Cobb             | Géorgie           | 7 mars 1857       | 8 décembre 1860   | James Buchanan                        |
| 23    |                     | Philip F. Thomas        | Maryland          | 12 décembre 1860  | 14 janvier 1861   | James Buchanan                        |
| 24    |                     | John Adams Dix          | New York          | 15 janvier 1861   | 6 mars 1861       | James Buchanan                        |
| 25    |                     | Salmon P. Chase         | Ohio              | 7 mars 1861       | 30 juin 1864      | Abraham Lincoln                       |
| 26    |                     | William P. Fessenden    | Maine             | 5 juillet 1864    | 3 mars 1865       | Abraham Lincoln                       |
| 27    |                     | Hugh McCulloch          | Indiana           | 9 mars 1865       | 3 mars 1869       | Abraham Lincoln                       |
| 27    | Andrew Johnson      | Hugh McCulloch          | Indiana           | 9 mars 1865       | 3 mars 1869       |                                       |
| 28    |                     | George S. Boutwell      | Massachusetts     | 12 mars 1869      | 16 mars 1873      | Ulysses S. Grant                      |
| 29    |                     | William A. Richardson   | Massachusetts     | 17 mars 1873      | 3 juin 1874       | Ulysses S. Grant                      |
| 30    |                     | Benjamin Bristow        | Kentucky          | 4 juin 1874       | 20 juin 1876      | Ulysses S. Grant                      |
| 31    |                     | Lot M. Morrill          | Maine             | 7 juillet 1876    | 9 mars 1877       | Ulysses S. Grant                      |
| 31    | Rutherford B. Hayes | Lot M. Morrill          | Maine             | 7 juillet 1876    | 9 mars 1877       |                                       |
| 32    |                     | John Sherman            | Ohio              | 10 mars 1877      | 3 mars 1881       |                                       |
| 33    |                     | William Windom          | Minnesota         | 8 mars 1881       | 13 novembre 1881  | James A. Garfield                     |
| 33    | Chester A. Arthur   | William Windom          | Minnesota         | 8 mars 1881       | 13 novembre 1881  |                                       |
| 34    |                     | Charles J. Folger       | New York          | 14 novembre 1881  | 4 septembre 1884  |                                       |
| 35    |                     | Walter Quintin Gresham  | Indiana           | 5 septembre 1884  | 30 octobre 1884   |                                       |
| 36    |                     | Hugh McCulloch          | Indiana           | 31 octobre 1884   | 7 mars 1885       |                                       |
| 36    | Grover Cleveland    | Hugh McCulloch          | Indiana           | 31 octobre 1884   | 7 mars 1885       |                                       |
| 37    |                     | Daniel Manning          | New York          | 8 mars 1885       | 31 mars 1887      |                                       |
| 38    |                     | Charles S. Fairchild    | New York          | 1er avril 1887    | 6 mars 1889       |                                       |
| 39    |                     | William Windom          | Minnesota         | 7 mars 1889       | 29 janvier 1891   | Benjamin Harrison                     |
| 40    |                     | Charles Foster          | Ohio              | 25 février 1891   | 6 mars 1893       | Benjamin Harrison                     |
| 40    | Grover Cleveland    | Charles Foster          | Ohio              | 25 février 1891   | 6 mars 1893       |                                       |
| 41    |                     | John G. Carlisle        | Kentucky          | 7 mars 1893       | 5 mars 1897       |                                       |
| 41    | William McKinley    | John G. Carlisle        | Kentucky          | 7 mars 1893       | 5 mars 1897       |                                       |
| 42    |                     | Lyman J. Gage           | Illinois          | 6 mars 1897       | 31 janvier 1902   |                                       |
| 42    | Theodore Roosevelt  | Lyman J. Gage           | Illinois          | 6 mars 1897       | 31 janvier 1902   |                                       |
| 43    |                     | L. M. Shaw              | Iowa              | 1er février 1902  | 3 mars 1907       |                                       |
| 44    |                     | George B. Cortelyou     | New York          | 4 mars 1907       | 7 mars 1909       |                                       |
| 45    |                     | Franklin MacVeagh       | Illinois          | 8 mars 1909       | 5 mars 1913       | William Howard Taft                   |
| 46    |                     | William G. McAdoo       | New York          | 6 mars 1913       | 15 décembre 1918  | Woodrow Wilson                        |
| 47    |                     | Carter Glass            | Virginie          | 16 décembre 1918  | 1er février 1920  | Woodrow Wilson                        |
| 48    |                     | David F. Houston        | Missouri          | 2 février 1920    | 3 mars 1921       | Woodrow Wilson                        |
| 49    |                     | Andrew Mellon           | Pennsylvanie      | 4 mars 1921       | 12 février 1932   | Warren G. Harding                     |
| 49    | , Calvin Coolidge   | Andrew Mellon           | Pennsylvanie      | 4 mars 1921       | 12 février 1932   |                                       |
| 49    | Herbert Hoover      | Andrew Mellon           | Pennsylvanie      | 4 mars 1921       | 12 février 1932   |                                       |
| 50    |                     | Ogden L. Mills          | New York          | 13 février 1932   | 4 mars 1933       |                                       |
| 51    |                     | William H. Woodin       | New York          | 5 mars 1933       | 31 décembre 1933  | Franklin Delano Roosevelt             |
| 52    |                     | Henry Morgenthau        | New York          | 1er janvier 1934  | 22 juillet 1945   | Franklin Delano Roosevelt             |
| 52    | Harry S. Truman     | Henry Morgenthau        | New York          | 1er janvier 1934  | 22 juillet 1945   |                                       |
| 53    |                     | Fred M. Vinson          | Kentucky          | 23 juillet 1945   | 23 juin 1946      |                                       |
| 54    |                     | John W. Snyder          | Missouri          | 25 juin 1946      | 20 janvier 1953   |                                       |
| 55    |                     | George Humphrey         | Ohio              | 21 janvier 1953   | 29 juillet 1957   | Dwight D. Eisenhower                  |
| 56    |                     | Robert B. Anderson      | Connecticut       | 29 juillet 1957   | 20 janvier 1961   | Dwight D. Eisenhower                  |
| 57    |                     | Douglas Dillon          | New Jersey        | 21 janvier 1961   | 1er avril 1965    | John Fitzgerald Kennedy               |
| 57    | Lyndon B. Johnson   | Douglas Dillon          | New Jersey        | 21 janvier 1961   | 1er avril 1965    |                                       |
| 58    |                     | Henry H. Fowler         | Virginie          | 1er avril 1965    | 20 décembre 1968  |                                       |
| 59    |                     | Joseph Barr             | Indiana           | 21 décembre 1968  | 20 janvier 1969   |                                       |
| 60    |                     | David Kennedy           | Utah              | 22 janvier 1969   | 10 février 1971   | Richard Nixon                         |
| 61    |                     | John Bowden Connally    | Texas             | 11 février 1971   | 12 juin 1972      | Richard Nixon                         |
| 62    |                     | George P. Shultz        | Illinois          | 12 juin 1972      | 8 mai 1974        | Richard Nixon                         |
| 63    |                     | William Simon           | New Jersey        | 8 mai 1974        | 20 janvier 1977   | Richard Nixon                         |
| 63    | Gerald Ford         | William Simon           | New Jersey        | 8 mai 1974        | 20 janvier 1977   |                                       |
| 64    |                     | W. Michael Blumenthal   | Michigan          | 23 janvier 1977   | 4 août 1979       | Jimmy Carter                          |
| 65    |                     | G. William Miller       | Rhode Island      | 7 août 1979       | 20 janvier 1981   | Jimmy Carter                          |
| 66    |                     | Donald Regan            | New Jersey        | 22 janvier 1981   | 1er février 1985  | Ronald Reagan                         |
| 67    |                     | James A. Baker III      | Texas             | 4 février 1985    | 17 août 1988      | Ronald Reagan                         |
| 68    |                     | Nicholas Brady          | New Jersey        | 15 septembre 1988 | 17 janvier 1993   | Ronald Reagan                         |
| 68    | George H. W. Bush   | Nicholas Brady          | New Jersey        | 15 septembre 1988 | 17 janvier 1993   |                                       |
| 69    |                     | Lloyd Bentsen           | Texas             | 20 janvier 1993   | 22 décembre 1994  | Bill Clinton                          |
| 70    |                     | Robert Rubin            | New York          | 11 janvier 1995   | 2 juillet 1999    | Bill Clinton                          |
| 71    |                     | Lawrence Summers        | Massachusetts     | 2 juillet 1999    | 20 janvier 2001   | Bill Clinton                          |
| 72    |                     | Paul O'Neill            | Pennsylvanie      | 20 janvier 2001   | 31 décembre 2002  | George W. Bush                        |
| 73    |                     | John W. Snow            | Virginie          | 3 février 2003    | 30 juin 2006      | George W. Bush                        |
| 74    |                     | Henry M. Paulson Jr.    | Illinois          | 10 juillet 2006   | 20 janvier 2009   | George W. Bush                        |
| 75    |                     | Timothy F. Geithner     | New York          | 26 janvier 2009   | 25 janvier 2013   | Barack Obama                          |
| 76    |                     | Jack Lew                | New York          | 28 février 2013   | 20 janvier 2017   | Barack Obama                          |
| 77    |                     | Steven Mnuchin          | Californie        | 13 février 2017   | 20 janvier 2021   | Donald Trump                          |
| 78    |                     | Janet Yellen            | Californie        | 26 janvier 2021   | 20 janvier 2025   | Joe Biden                             |
| 79    |                     | Scott Bessent           | Caroline du Sud   | 28 janvier 2025   | En cours          | Donald Trump                          |

## Citizens Coinage Advisory Committee
Le Citizens Coinage Advisory Committee (CCAC) est créé en 2003 par le Congrès en vertu de la loi publique 108-15 pour conseiller le secrétaire au Trésor sur les thèmes et les dessins de toutes les pièces et médailles américaines. Le CCAC constitue une ressource informée, expérimentée et impartiale pour le secrétaire au Trésor et représente les intérêts des citoyens et des collectionneurs américains.